# Olympus OM-D E-M1 III
Das Kameramodell Olympus OM-D E-M1 Mark III ist ein digitales, spiegelloses Systemkameragehäuse des herstellerübergreifenden Micro-Four-Thirds-Systems. Es ist das Nachfolgemodell der Olympus OM-D E-M1 Mark II und wurde im Februar 2020 angekündigt und eingeführt.

## Technische Merkmale und Neuerungen
Wie das Vorgängermodell besteht das Kameragehäuse aus einer Magnesiumlegierung und ist mit einem schwenk- und klappbaren, berührungsempfindlichen Monitor, einem elektronischen Sucher mit Dioptrienausgleich sowie einem Blitzschuh ausgestattet.
Die Anordnung der Bedienelemente wurde weitgehend unverändert von der E-M1 Mark II übernommen. Neu in diesem Modell ist ein Joystick zur schnelleren Ansteuerung der Autofokus-Punkte. Der eingebaute digitale Neutraldichtefilter erlaubt die Arbeit mit sehr langen Belichtungszeiten. Seine Stärke ist einstellbar zwischen einer und fünf Blendenstufen.
Das Autofokussystem mit der Kombination aus TTL Phasendetektion- und Kontrastmessung wurde ebenfalls von der OM-D E-M1 Mark II übernommen. Neu hinzugekommen ist der sogenannte Starry Sky AF, ein neu entwickelter Algorithmus für die Astrofotografie, mit dem das automatische Scharfstellen von Sternen am Nachthimmel ermöglicht wird.
Die Steuerung der Kamera von Smartphones, Tablet-PCs oder Computern aus ist weiterhin über eine WLAN-Verbindung möglich. Zusätzlich besitzt sie die mit der Olympus OM-D E-M1X eingeführte Bluetooth-Schnittstelle zur Kopplung mit der Olympus Image Share App.